# Tadeusz Kulczycki
Tadeusz Kulczycki (ur. 1 stycznia 1948 w Nekli) – polski lekkoatleta, płotkarz.

## Osiągnięcia
Specjalizował się w biegu na 400 metrów przez płotki. Zajął w tej konkurencji 7. miejsce w finale mistrzostw Europy w 1969 w Atenach. Na mistrzostwach Europy w 1971 w Helsinkach odpadł w półfinale. Taki sam rezultat zanotował na igrzyskach olimpijskich w 1972] w Monachium. Na uniwersjadzie w 1973 w Moskwie zdobył brązowy medal na 400 m przez płotki.
Był mistrzem Polski na 400 m przez płotki w 1969, 1971 i 1972, wicemistrzem w 1970, 1973 i 1974 oraz brązowym medalistą w 1967. W 1967 zdobył również srebrny medal w sztafecie 4 × 400 metrów. W latach 1968–1974 16 razy startował w meczach reprezentacji Polski, odnosząc 7 zwycięstw indywidualnych.
Czterokrotnie poprawiał rekord Polski na 400 m przez płotki, doprowadzając go do wyniku 49,94 s. (28 czerwca 1972, Warszawa). Jako pierwszy Polak przebiegł ten dystans poniżej 50 sekund. Był zawodnikiem Orkana Poznań. Odznaczony Srebrnym Krzyżem Zasługi (1999).

## Rekordy życiowe
- bieg na 200 metrów – 21,6 s. (1972)
- bieg na 400 metrów – 47,3 s. (1972)
- bieg na 110 metrów przez płotki – 14,7 s. (1972)
- bieg na 400 metrów przez płotki – 49,94 s. (28 czerwca 1972, Warszawa) – 11. wynik w historii polskiej lekkoatletyki (maj 2021)[10]

## Wykształcenie
Tadeusz Kulczycki jest absolwentem Technikum Mechanizacji Rolnictwa, działającego w Zespole Szkół Rolniczych im. Michała Drzymały w Poznaniu-Golęcinie. W 1999 roku przemianowano na Zespół Szkół Technicznych im. Michała Drzymały w Poznaniu.